# General Electric TF34
General Electric TF34 – silnik turbowentylatorowy firmy General Electric, zaprojektowany na potrzeby samolotów A-10 Thunderbolt II oraz S-3 Viking.

## Historia
Pierwszy TF34 napędzający samolot S-3A Viking wzbił się w powietrze w roku 1972. Następnie użyto go testów na modelu A-10 Thunderbolt II. W obu przypadkach spełnił oczekiwania Lockheeda jak i firmy Fairchild i został przyjęty na wyposażenie tychże samolotów. Na jego podstawie powstał cywilny silnik przeznaczony do napędzania samolotów pasażerskich - General Electric CF34.

## Wersje

### TF34-GE-100
TF34-GE-100 przeznaczony do napędu samolotów A-10 Thunderbolt II. Ważył 653 kg i miał średnicę 1230 mm.

### TF34-GE-400
TF34-GE-400 dedykowany maszynom S-3 Viking. Ważył 670 kg i miał średnicę 1320 mm.